# Rio Javari
O rio Javari (em castelhano, río Yavarí) é um afluente do Rio Solimões. Inicialmente, possui a denominação de rio Jaquirana até a confluência com o rio Bara, a partir de onde recebe o nome de Javari.

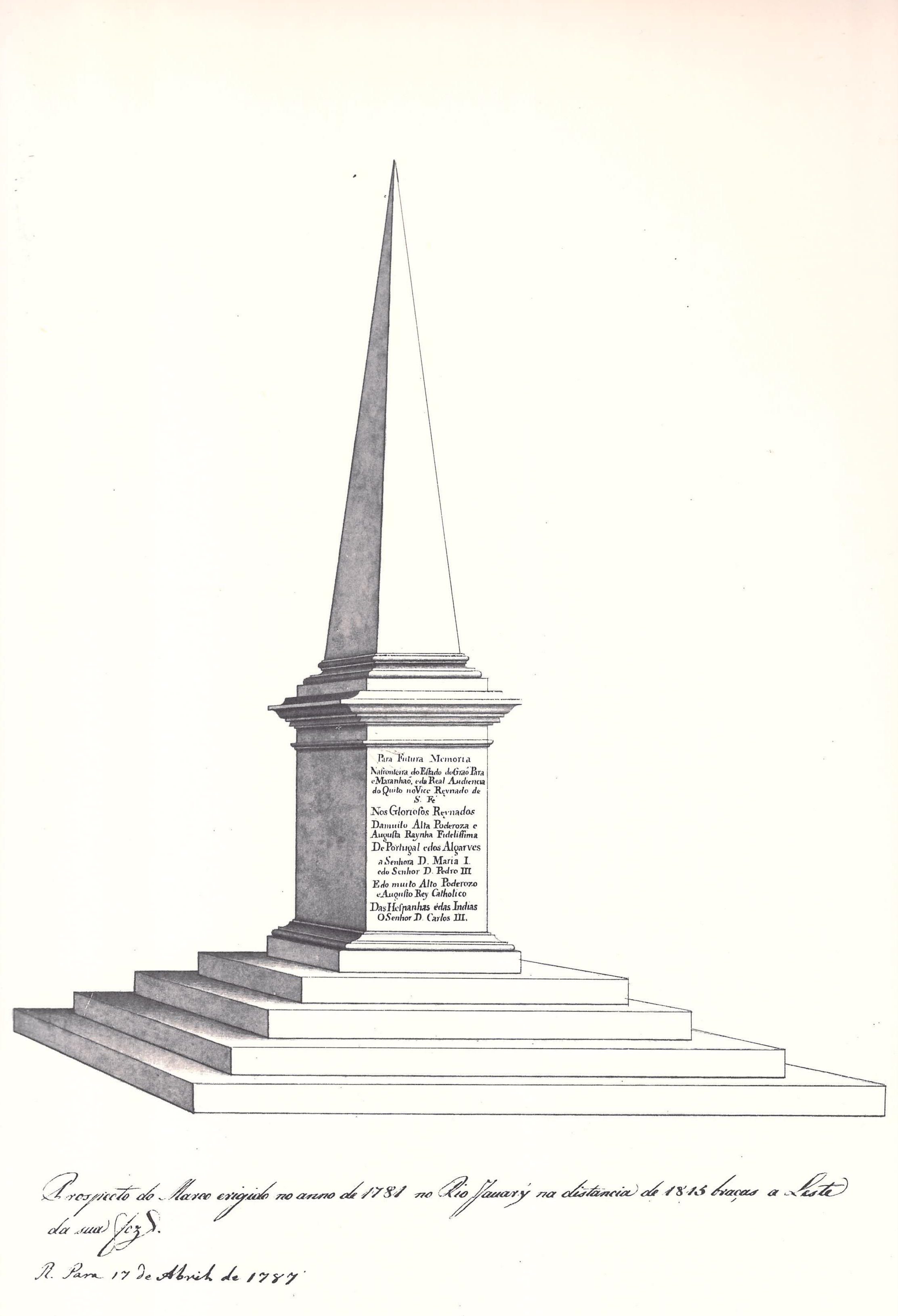
Marco de fronteira Brasil-Equador, Rio Javari, 1781, na pintura de Alexandre Rodrigues Ferreira.

Nasce no Peru, na serra da Contamana. Toda a sua extensão, cerca de 1 180 quilômetros, serve de divisa entre Brasil e Peru, sendo a margem direita brasileira e a esquerda peruana. Desagua no rio Solimões, junto à cidade brasileira de Benjamin Constant. Sua foz possui três braços, formados por duas ilhas denominadas Islândia e Petrópolis. Estão localizados, em sua sua margem direita, os pelotões militares do Exército Brasileiro "Palmeiras do Javari" e "Estirão do Equador", e os municípios brasileiros de Atalaia do Norte e Benjamin Constant.
Nas proximidades do rio Javari, existem diversas comunidades de índios isolados, como o povo Corubo.

## História
Durante o período colonial, as nascentes do Javari foram ponto de referência para se estabelecer os limites entre o Vice-Reino do Peru (espanhol) e o Reino do Brasil (português), tal como se observa nos tratados de Permuta e Santo Ildefonso, formando, desde então, o seu curso, a fronteira natural entre Brasil e Peru. O limite foi confirmado em 1851 na Convenção Fluvial sobre Comércio e Navegação e Parcial Acordo de Limites entre Peru e Brasil.

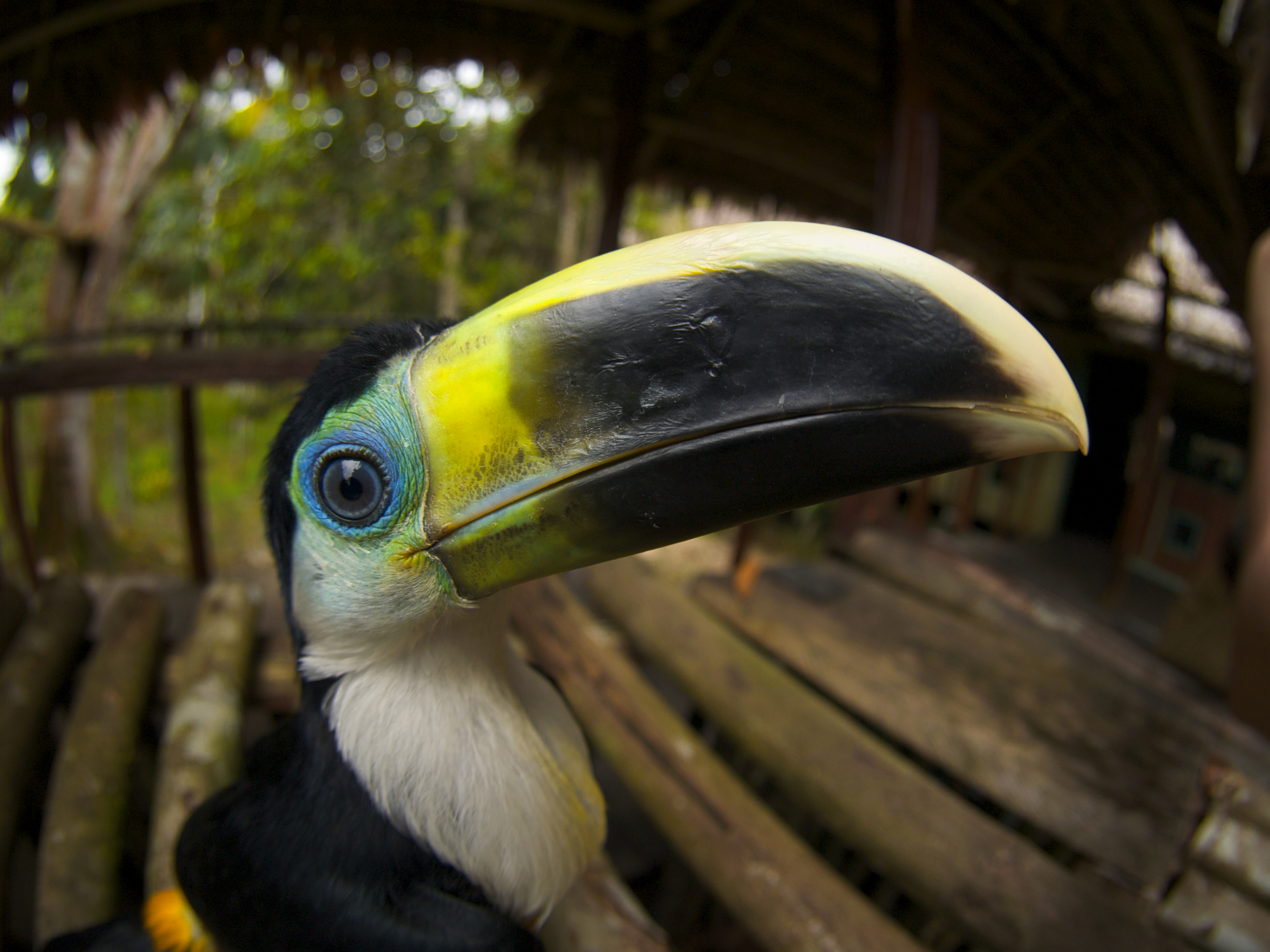
Ramphastos vitellinus culminatus na Reserva Palmari, no rio Javari, no Brasil

Após 50 anos de estudos por parte das comissões mistas entre Peru e Brasil, a fonte principal deste rio foi determinada, em 1922, nas coordenadas 7° 06′ 51″ S, 73° 48′ 04″ O.

## Etimologia
"Javari" procede do termo nheengatu iauarí, que designa o javari, uma espécie de palmeira típica da Amazônia.